# روبرت هوتون
روبرت هوتون (بالإنجليزية: Robert Hutton)‏ هو ممثل أمريكي، ولد في 11 يونيو 1920 في كينغستون في الولايات المتحدة، وتوفي بنفس المكان في 7 أغسطس 1994 بسبب ذات الرئة.

## أعمال

### أفلام
- (1954) ليلة كازانوفا الكبيرة
- (1967) أنت فقط تعيش مرتين[4]

## وصلات خارجية
- روبرت هوتون على موقع IMDb (الإنجليزية)
- روبرت هوتون على موقع ألو سيني (الفرنسية)
- روبرت هوتون على موقع أول موفي (الإنجليزية)
- روبرت هوتون على موقع قاعدة بيانات الأفلام السويدية (السويدية)
- روبرت هوتون على موقع إن إن دي بي (الإنجليزية)
- روبرت هوتون على موقع قاعدة بيانات الفيلم (الإنجليزية)
- روبرت هوتون على موقع كينوبويسك (الروسية)